# 急凍任務
《急凍任務》（英語：Chill Factor）是一部1999年上映的美國動作片，為Hugh Johnson的導演處女作，Drew Gitlin與Mike Cheda編寫劇本，小库珀·古丁、斯基特·烏爾里奇與彼得·佛斯領銜主演。本片的劇情圍繞著一個致人凍傷的化学武器「艾維斯」，只要武器本身溫度高於50 °F（10 °C）就會引爆。該武器因故落入一名夜班店員（烏爾里奇飾演）和一名冰淇淋送貨員（古丁飾演）手中，布萊諾上尉（佛斯飾演）領頭的恐怖份子欲奪得該武器，對兩人展開追殺。
本片於1999年9月3日在美國上映，影評和票房雙敗，亦是票房炸弹。

## 劇情
1987年在一處森林裡，龍博士在布萊諾上尉的監督下進行了一次化学武器「艾維斯」（Elvis）試爆，結果該武器因為達到50 °F（10 °C）以上的溫度，導致直徑5英里（8.0）的大範圍爆炸，18名士兵當場嚴重凍傷而死無全屍。布萊諾被上級選為懲處的對象，坐牢十年，使他原本對美國當局的不滿加劇。出獄後，布萊諾與手下會合，前往美軍在傑羅姆縣的實驗室欲偷出「艾維斯」，打算賣給他國來報復美國，必要時亦會將之引爆。龍博士被射中致命一槍，但拚命地將「艾維斯」帶走並逃跑。
龍博士逃到釣友提姆·梅森工作的店裡，正好冰淇淋送貨員阿洛也在。龍博士將「艾維斯」交付給梅森，要他送去另一個軍事基地保管，隨後傷重而死。梅森借用阿洛的冰淇淋貨車出發，並用車上的冰庫保存「艾維斯」，而阿洛則不得不同行。布萊諾與手下緊追在後，使出各種手段阻止梅森與阿洛前進。最後貨車翻覆，兩人只好用船從山坡上滑下去，再藉著河流往目的地前進。途中兩人用河水來讓「艾維斯」保持低溫。
軍方派遣維特萊上校調查「艾維斯」被竊一事，他與一批軍人搭乘直升機跟上梅森等人。在歇腳時，梅森找來冰塊為「艾維斯」降溫，阿洛在找尋下一輛貨車的時候被布萊諾抓為人質。布萊諾威脅梅森交出「艾維斯」，梅森做了個假的冒充品交給他。維特萊抵達後與布萊諾對峙，因以為布萊諾已持有真品而被迫撤退。梅森與阿洛找到機會奪車逃逸，再度被布萊諾追趕。梅森藉由無線電告訴維特萊冒充品的事，維特萊於是命令開火擊潰追兵。
梅森與阿洛進到隧道中，原本出了隧道就可以與維特萊會合，卻被布萊諾安排的帕斯警長攔住。用來為「艾維斯」降溫的冰塊早已融化，溫度漸漸逼近50 °F（10 °C）。維特萊認定為時已晚，下令軍隊開火把隧道口炸毀，將「艾維斯」封閉。爆炸的震盪讓帕斯不知所措，梅森借用某民眾車上的冰塊，成功讓「艾維斯」降溫。阿洛帶著眾人從逃生孔脫身，殿後的梅森被倖存的布萊諾與手下凡恩攔截，梅森打倒凡恩，而折返的阿洛則將布萊諾刺傷。
梅森與阿洛急忙從逃生孔離開，「艾維斯」在隧道裡爆炸，布萊諾當場化為碎屑。事後，梅森與阿洛向維特萊要求獎賞但被拒絕，只好在美麗女護士的攙扶下去靜養療傷。

## 演員
- 小库珀·古丁飾演阿洛（Arlo）
- 斯基特·烏爾里奇飾演提姆·梅森（Tim Mason）
- 彼得·佛斯飾演安德魯·布萊諾上尉（Captain Andrew Brynner）
- David Paymer（英语：David Paymer）飾演理察·龍博士（Doctor Richard Long）
- Hudson Leick（英语：Hudson Leick）飾演凡恩（Vaughn）：布萊諾的女手下。
- Daniel Hugh Kelly（英语：Daniel Hugh Kelly）飾演里歐·維特萊上校（Colonel Leo Vitelli）
- Kevin J. O'Connor（英语：Kevin J. O'Connor (actor)）飾演特史達（Telstar）：龍博士的助手。
- Jordan Mott飾演卡爾（Carl）：布萊諾的手下。
- 賈德森·米爾斯飾演丹尼斯（Dennis）：布萊諾的手下。
- Jim Grimshaw飾演帕斯警長（Deputy Pappas）：傑羅姆縣的警察。
- Tommy Smeltzer飾演亞特·路易斯警長（Deputy Art Lewis）：與路易斯同行的警察。
- David "Shark" Fralick（英语：David "Shark" Fralick）飾演金髮摩托車手（Blonde Biker）：布萊諾的手下。
- Richie Dye飾演安迪（Andy）：安迪冰淇淋的老闆，阿洛的原雇主。
- Suzi Bass飾演達蓮（Darlene）：梅森工作的店的老闆娘。
- Rhoda Griffis（英语：Rhoda Griffis）飾演孕婦

## 製作過程
本片的劇本由Drew Gitlin與Mike Cheda編寫。1996年4月，Morgan Creek Productions買下了這份待售劇本。1998年6月，公布Morgan Creek Productions與华纳兄弟將合製本片，攝影指導Hugh Johnson簽約首次擔任導演，電影預計於該年秋天開拍。1998年9月，主演斯基特·烏爾里奇與小库珀·古丁確認擔綱主演，月底彼得·佛斯、David Paymer與Hudson Leick加入演員陣容。Caleb Carr受聘改寫劇本，但最終沒有掛名。主體拍攝於1998年10月5日開始，取景地位於犹他州和南卡罗来纳州。在南卡罗来纳州的利伯蒂，當地的一家商店被改裝成梅森工作的店。

## 影評
根据評論匯總网站爛番茄汇总的79篇评论文章，10%的评论家给予该作正面评价，平均打分为3.60分（满分10分）。该网站总结的评论家共识是“這部片在各方面都宣告失敗，幾乎沒有優點可說。”在Metacritic網站上，本片得到「負面評論為主」的綜合評分，獲得了33/100分（25位影評人）。據美國CinemaScore所進行的調查，觀眾的平均評價於A+至F間落於「B-」。

## 票房
本片於1999年9月3日（勞動節連假週末）在美國院線上映，首映週末收穫570萬美元，排名第六。次週末的票房為190萬美元，下滑58%，為該週第九名。《綜藝雜誌》形容本片的票房彷彿也被凍結了一樣。至下檔時，根據Box Office Mojo，本片的全美總票房為11,263,966美元。
本片被視為票房炸弹，Filmsite.org估計本片蝕本6400萬美元。

## 備註
1. ↑  原文：
2. ↑  相当于2024年的1.254億美元。

## 腳註
1. 1 2 3 4  Box Office Mojo上《Chill Factor》的資料（英文）
2. 1 2  Dirks, Tim. . Filmsite.org（英语：Filmsite.org）. AMC. （原始内容存档于2017-12-22）.
3. ↑  Galloway, Stephen. . The Hollywood Reporter. 1996-04-08 （美国英语）. Nexis Uni 3SJF-BK50-006P-R2TD-00000-00
4. ↑  Karon, Paul. . Variety. 1998-06-25  [2024-06-25]. （原始内容存档于2024-06-25） （美国英语）.
5. ↑  Roman, Monica. . Variety. 1998-09-02  [2024-06-25]. （原始内容存档于2023-05-12） （美国英语）.
6. ↑  Karon, Paul. . Variety. 1998-09-14  [2024-06-25] （美国英语）.
7. 1 2 3  Karon, Paul. . Variety. 1998-09-30  [2024-06-25] （美国英语）.
8. ↑  . The Hollywood Reporter 354 (33). 1998-10-06: 21-24, 41-44, 46-56, 58-63, 65-66 （美国英语）.ProQuest 2469267237
9. ↑  Muttalib, Bashirah. . Variety. 1998-10-29  [2024-06-25]. （原始内容存档于2024-06-25） （美国英语）.
10. ↑  爛番茄上《急凍任務》的資料（英文）
11. ↑  Metacritic上《急凍任務》的資料（英文）
12. ↑  需在下面的搜索框输入电影原名，页面会自动显示评分：. CinemaScore.   [2024-03-16]. （原始内容存档于2018-01-02） （英语）.
13. ↑  Klady, Leonard. . Variety. 1999-09-07  [2024-06-25]. （原始内容存档于2024-06-25） （美国英语）.
14. 1 2  Klady, Leonard. . Variety. 1999-09-13  [2024-06-25]. （原始内容存档于2024-02-14） （美国英语）.

## 外部連結
- 互联网电影数据库（IMDb）上《急凍任務》的资料（英文）
- AllMovie上《急凍任務》的资料（英文）
- 爛番茄上《急凍任務》的資料（英文）
- Metacritic上《急凍任務》的資料（英文）